# Powiat Kumage (Kagoshima)
Powiat Kumage (jap. 熊毛郡 Kumage-gun) – powiat w Japonii, w prefekturze Kagoshima. W 2020 roku liczył 25 276 mieszkańców.

## Miejscowości
- Minamitane
- Nakatane
- Yakushima

## Historia[2]

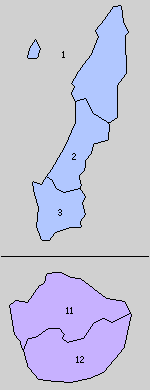
Powiat Kumage w 1896 r.

Powiat Kumage był częścią prowincji Ōsumi. Powiat został założony 17 lutego 1879 roku. Wraz z utworzeniem nowego systemu administracyjnego 1 kwietnia 1889 roku powiat Kumage został podzielony na 3 wioski: Kitatane, Nakatane i Minamitane.
- 1 kwietnia 1897 – powiat Kumage powiększył się o teren powiatu Gomu (wioski Kamiyaku i Shimoyaku). (5 wiosek)
- 1 kwietnia 1926 – wioska Kitatane zdobyła status miejscowości i zmieniła nazwę na Nishinoomote. (1 miejscowość, 4 wioski)
- 10 listopada 1940 – wioska Nakatane zdobyła status miejscowości. (2 miejscowości, 3 wioski)
- 15 października 1956 – wioska Minamitane zdobyła status miejscowości. (3 miejscowości, 2 wioski)
- 1 kwietnia 1958 – wioska Kamiyaku zdobyła status miejscowości. (4 miejscowości, 1 wioska)
- 1 października 1958 – miejscowość Nishinoomote zdobyła status miasta. (3 miejscowości, 1 wioska)
- 1 kwietnia 1959 – wioska Shimoyaku zdobyła status miejscowości i zmieniła nazwę na Yaku. (4 miejscowości)
- 1 października 2007 – miejscowości Kamiyaku i Yaku połączyły się tworząc miejscowość Yakushima. (3 miejscowości)